# Моноплан

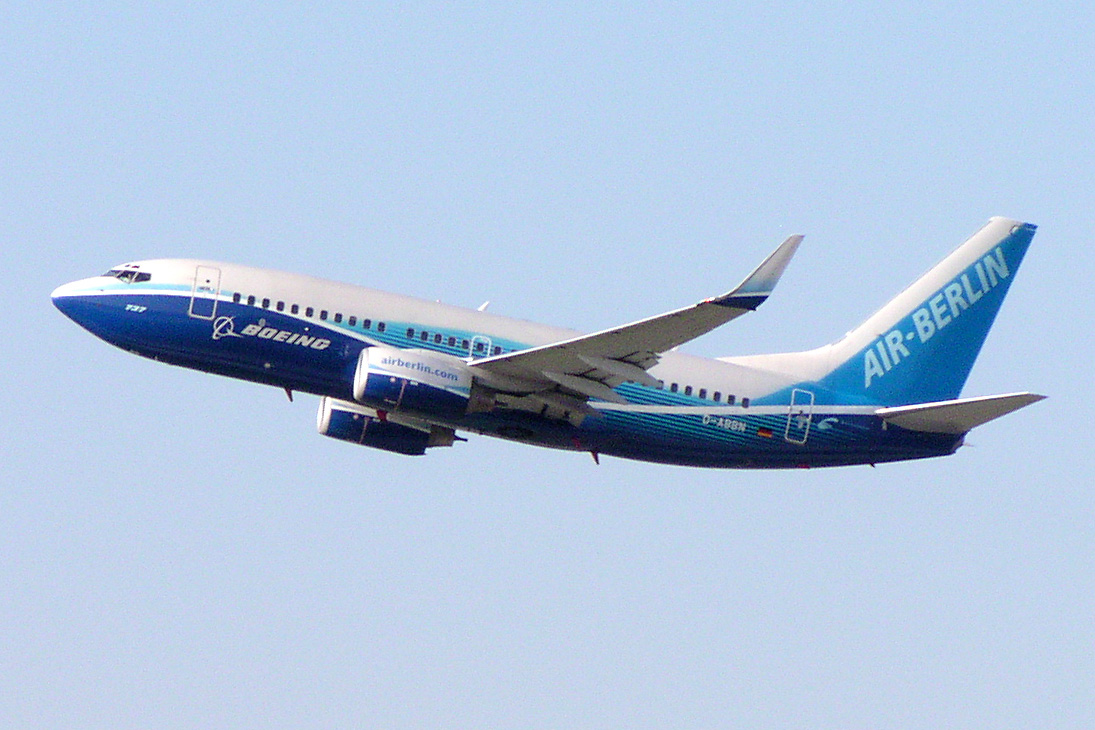
Boeing 737 — низькоплан

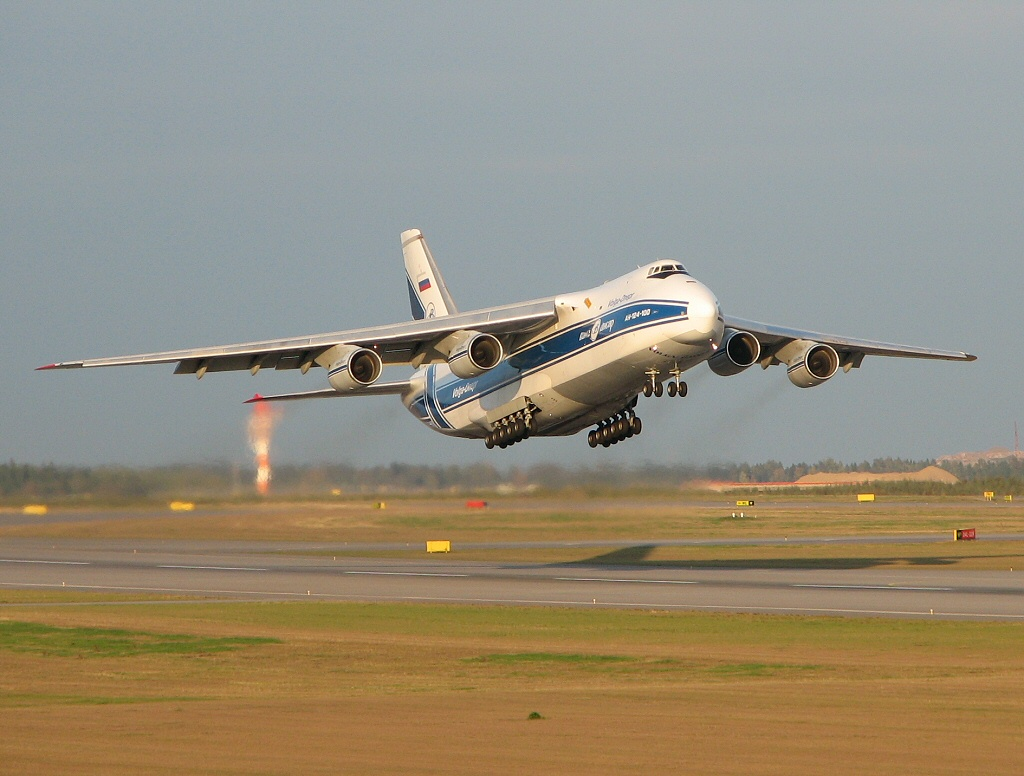
Ан-124 — високоплан

Моноплан (від грец. μόνος, «один» і лат. planum, «площина») — літак, що має одну тримальну поверхню (одне крило), на відміну від біплана чи триплана.

## Характеристики

### Опора і вага
Ефективність моноплану досягається за допомогою консольного крила, яке має внутрішню підтримку структурних сил, але потребує тонкої конструкції. Зовнішні ребра жорсткості можуть знизити вагу і вартість крила. У минулому всі моноплани мали розтяжки для збільшення міцності, але це знижувало аеродинамічну ефективність. На відміну від цього, високошвидкісні та далекобійні літаки використовують чисті консольні крила без розтяжок.

## Положення крила

### Низькоплан
Низькоплан - це літак крило якого розташоване на нижній частині фюзеляжу або поблизу неї.
Низьке розташування крила забезпечує хороший огляд вгору і звільняє центральну частину фюзеляжу від перенесення лонжерона крила. Зменшуючи маятникову стійкість, це робить літак більш маневреним, як наприклад Spitfire; але літакам, для яких стабільність важливіша за маневреність, може знадобитися деяка двогранність.
Особливістю низько розташованого крила є його значний вплив на землю, що призводить до того, що літак має тенденцію пролітати далі перед посадкою. І навпаки, цей ефект дозволяє робити коротші злети.

### Середньоплан
Середньоплан - це літак крило якого встановлюється посередині фюзеляжу. Конструкція лонжерона, що переноситься, може зменшити корисний об'єм фюзеляжу біля центру тяжіння, де простір найчастіше є найбільш затребуваним.

### Високоплан
Високоплан - це літак крило якого має верхню поверхню на рівні або вище верхньої частини фюзеляжу. Воно має багато переваг і недоліків, але на легкому літаку високе крило має гіршу видимість вгору. На легких літаках, таких як Cessna 152, крило зазвичай розташоване над кабіною, щоб лонжерон крила проходив над головами пасажирів, залишаючи крило в ідеальному передньо-задньому положенні. Перевагою конфігурації з високим крилом є те, що фюзеляж ближче до землі, що полегшує завантаження вантажів, особливо для літаків з вантажними дверима в задній частині фюзеляжу. Військові вантажні літаки переважно мають високо розташовані крила з задніми вантажними дверима.

## Історія
Хоча першими успішними літальними апаратами були біплани, перші спроби літальних апаратів, важчих за повітря, були монопланами, і багато піонерів продовжували розробляти конструкції монопланів. Наприклад, першим літаком, який було запущено у виробництво, став Santos-Dumont Demoiselle 1907 року, а Blériot XI перелетів Ла-Манш у 1909 році. Протягом 1909-1910 років Х'юберт Лейтем встановив кілька рекордів висоти на своєму моноплані Antoinette IV, врешті-решт досягнувши висоти 1 384 м.
Еквівалентним німецькомовним терміном є Eindecker, як у випадку з середньомоторним винищувачем Fokker Eindecker 1915 року, який деякий час домінував у небі, що стало відомим як "бич Фоккера". Німецька військова система позначення літаків "Idflieg" до 1918 року додавала до позначення типу моноплана літеру "E", доки винищувач Fokker D.VIII не був прийнятий на озброєння з колишнім позначенням "E.V". Однак успіх Фоккера був недовгим, і в Першій світовій війні домінували біплани. Наприкінці війни популярним став моноплан-парасолька, успішні зразки якого вироблялися до 1920-х років
Тим не менше, в період з 1914 до кінця 1920-х років було побудовано відносно небагато монопланів, порівняно з кількістю біпланів. Причини цього були насамперед практичні. З огляду на низьку потужність двигуна і швидкість польоту, крила моноплана мали бути великими, щоб створити достатню підйомну силу, тоді як біплан міг мати два менших крила, а отже, бути меншим і легшим.
Оскільки постійно зростаюча потужність двигунів робила суцільнометалеву конструкцію і консольне крило більш практичними - вперше вони були застосовані разом на революційному німецькому заводському демонстраторі Junkers J 1 в 1915-16 роках - вони стали поширеними в період після Першої світової війни, час консольного крила минув, і до 1930-х років консольний моноплан швидко став стандартною конфігурацією для літака з нерухомим крилом. Вдосконалені конструкції монопланів-винищувачів були серійно виготовлені для військових служб по всьому світу в Радянському Союзі та Сполучених Штатах на початку-середині 1930-х років: Полікарпов І-16 та Боїнг P-26 Peashooter, відповідно.
Більшість військових літаків часів Другої світової війни були монопланами, як і практично всі літаки з того часу, за винятком кількох спеціалізованих типів.
Реактивні та ракетні двигуни мають ще більшу потужність, і всі сучасні швидкісні літаки, особливо надзвукові, є монопланами.

## Див. також

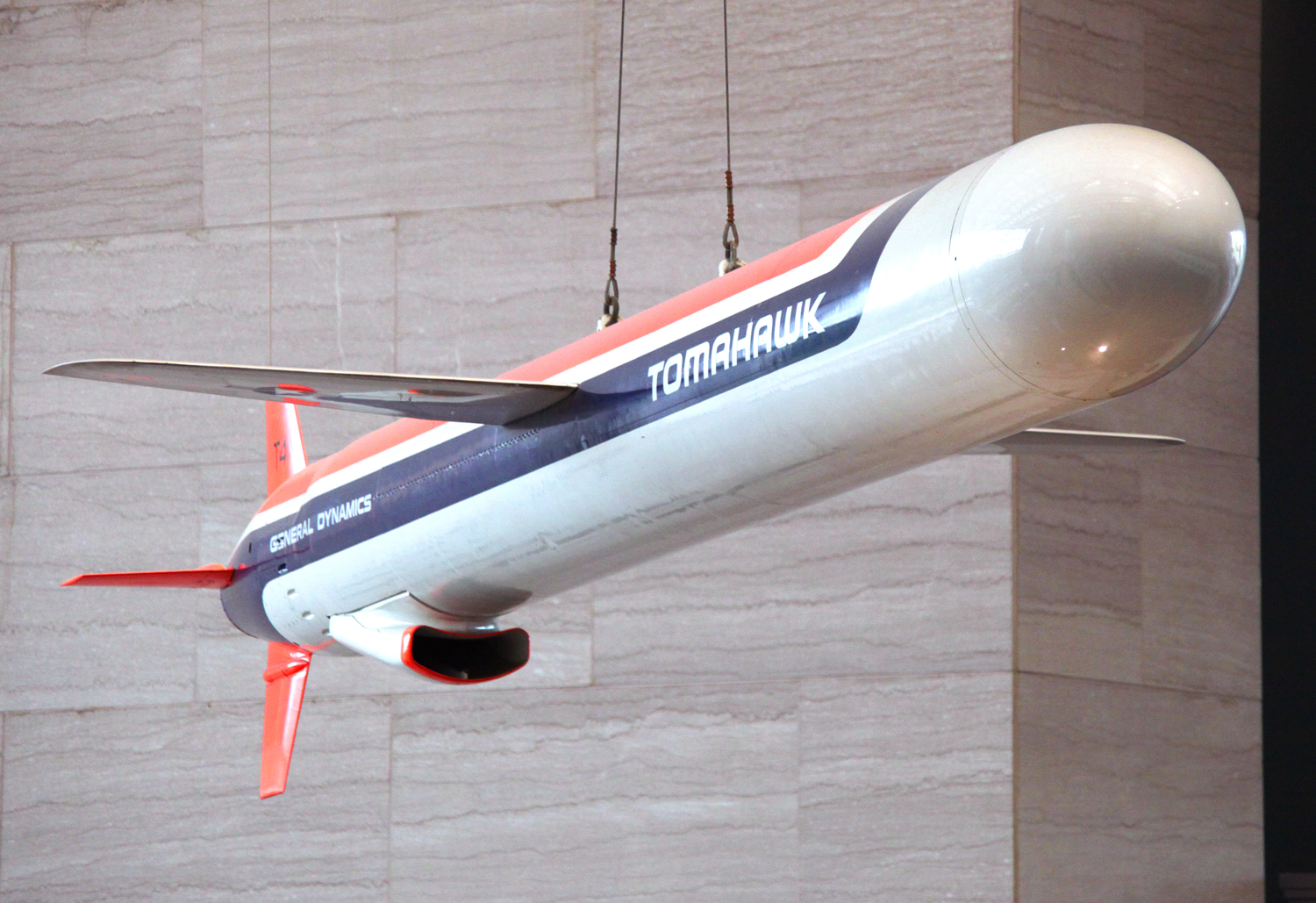
Крилаті ракети часто типово є монопланами, як Tomahawk